# 佐呂間湖
佐呂間湖，或作猿澗湖（日语：／），是日本北海道鄂霍次克海岸，橫跨北見市、常呂郡佐呂間町、紋別郡湧別町的一個潟湖。其面積有約152km²，是北海道最大的湖，日本第三大湖（次於琵琶湖和霞浦），也是日本最大的汽水湖。
湖的名字是從愛奴語的「sar-oma-to」（長有蘆葦的湖泊）而來。這個字原本是指流入佐呂間湖的佐呂間別川，後來才成為湖的名稱。佐呂間湖在歷史上曾是一個海灣。約在1000年前時變為湖泊。

## 地理
位於北海道東北部，是網走國定公園的一部分。
湖的東西方向狹長。雖然只看湖岸線會認為此湖是一個大湖，但若看湖底地形的話，其實是由東、西兩個湖盆構成。較大的西湖盆有芭露川、計呂地川等河川流入，由新湖口流出。較小的東湖盆有佐呂間別川流入。佐呂間別川是所有流入此湖的河川中最大的一條，在其河口形成了一個三角洲。佐呂間町浜佐呂間的市街就位於此三角洲之上。
此潟湖和鄂霍次克海之間被一個長25公里的沙嘴分開，其上有許多珍稀的植物生長。
在此湖的兩個出海口，為了阻擋流冰的進入，設有防冰堤。